# Famenne Ardenne Classic 2024
La Famenne Ardenne Classic 2024, sesta edizione della corsa e valida come prova dell'UCI Europe Tour 2024 categoria 1.1, si svolse il 28 aprile 2024 su un percorso di 195 km, con partenza e arrivo da Marche-en-Famenne, in Belgio. La vittoria fu appannaggio del belga Arnaud De Lie, il quale completò il percorso in 4h39'03", alla media di 41,928 km/h, precedendo il francese Axel Zingle e il connazionale Maxim Van Gils.
Sul traguardo di Marche-en-Famenne 82 ciclisti, dei 136 partiti dalla medesima località, portarono a termine la competizione.

## Squadre e corridori partecipanti
| N.      | Cod. | Squadra                 |
| ------- | ---- | ----------------------- |
| 1-7     | LDS  | Lotto Dstny             |
| 11-17   | IWA  | Intermarché-Wanty       |
| 21-27   | COF  | Cofidis                 |
| 31-37   | IPT  | Israel-Premier Tech     |
| 41-47   | TEN  | TotalEnergies           |
| 51-56   | Q36  | Q36.5 Pro Cycling Team  |
| 61-67   | BWB  | Bingoal WB              |
| 72-77   | TDT  | TDT-Unibet Cycling Team |
| 81-86   | TFB  | Team Flanders-Baloise   |
| 91-97   | TIS  | Tarteletto-Isorex       |
| 101-107 | PWB  | Philippe Wagner/Bazin   |

| N.      | Cod. | Squadra                         |
| ------- | ---- | ------------------------------- |
| 111-117 | VRR  | Van Rysel-Roubaix               |
| 121-126 | ADC  | Team Felt Felbermayr            |
| 131-137 | GSH  | Airtox-Carl Ras                 |
| 141-147 | VWE  | VolkerWessels Cycling Team      |
| 151-157 | MET  | Metec-Solarwatt p/b Mantel      |
| 161-167 | VOS  | Voster ATS Team                 |
| 171-177 | SWT  | Santic-Wibatech                 |
| 181-187 | MCT  | MyVelo Pro Cycling Team         |
| 191-195 | TEC  | Team Ecoflo Chronos             |
| 201-207 | LCT  | Lillehammer CK Continental Team |

## Ordine d'arrivo (Top 10)
| Pos. | Corridore         | Squadra       | Tempo    |
| ---- | ----------------- | ------------- | -------- |
| 1    | Arnaud De Lie     | Lotto         | 4h39'03" |
| 2    | Axel Zingle       | Cofidis       | s.t.     |
| 3    | Maxim Van Gils    | Lotto         | s.t.     |
| 4    | Riley Sheehan     | Israel        | s.t.     |
| 5    | Emilien Jeannière | TotalEnergies | s.t.     |
| 6    | Hugo Hofstetter   | Israel        | s.t.     |
| 7    | Axel Huens        | TDT           | s.t.     |
| 8    | Lorenzo Rota      | Intermarché   | s.t.     |
| 9    | V. Van Hemelen    | Flanders      | s.t.     |
| 10   | Mads Andersen     | Airtox        | s.t.     |